# Фультограф
Фультограф (нем. fultograph) — аппарат для факсимильной передачи изображений по радио и телефонным линиям, выпущенный в 1928 году. Назван по имени изобретателя — Отто Фултона.
Механическая часть приёмопередатчика напоминала фонограф с восковыми валиками. Оригинал передаваемого изображения в передатчике и чистый лист бумаги в приёмнике крепились к валику, приводимому в движение червячной передачей; с каждым оборотом валик равномерно смещался вдоль своей продольной оси. Неподвижный контактный штырь, укреплённый на корпусе аппарата, должен быть находиться в постоянном механическом контакте с поверхностью валика.
Система не имела фоточувствительных элементов. Оригинал изображения должен был быть обработан особым электропроводящим составом так, чтобы при соприкосновении контактного штыря со светлыми областями оригинала цепь замыкалась, с тёмными — размыкалась. На принимающей стороне использовалась особая термочувствительная бумага, темневшая при разогреве слабым электрическим током однолампового усилителя (единицы миллиампер при анодном напряжении 90 В).
Передача изображения размером 9×13 см с разрешением 2.5 линии на миллиметр занимала 5 минут. По утверждению Фултона, разрешение системы позволяло воспроизводить тексты, напечатанные на пишущей машинке.
В 1928 году Фултон выпустил серию своих приёмников для радиолюбителей. Стоимость любительского комплекта фультографа составляла 400 рейхсмарок (без расходных материалов и запасных частей). 15 октября 1928 года венское радио начало опытную трансляцию «фультограмм». В том же году в Великобритании была учреждена компания Wireless Pictures Limited c капиталом 425 000 фунтов, но наступившая в 1929 году Великая депрессия разорила её и в ноябре 1929 года компания была ликвидирована.